# ميخائيل برينر
ميخائيل برينر (بالألمانية: Michael Brenner)‏ هو مؤرخ ألماني، ولد في 4 يناير 1964 في فايدن إن در أوبربفالز في ألمانيا.